# Slaget ved Cold Harbor
Slaget ved Cold Harbor var det afsluttende slag i generalløjtnant Ulysses S. Grants Overland kampagne i 1864 under den amerikanske borgerkrig. Det huskes som et af de mest blodige og ensidige slag i Amerikas militærhistorie. Tusinder af unionssoldater blev dræbt ved håbløse frontalangreb på befæstede sydstatspositioner. I sine erindringer skrev Grant "Jeg har altid fortrudt, at det sidste angreb ved Cold Harbor. Jeg kan sige det samme om angrebet den 22. maj 1863 i Belejringen af Vicksburg. Ved Cold Harbor blev der ikke opnået nogen som helst fordel, som kunne kompensere for de store tab, vi led."

## Placering
Slaget blev udkæmpet i det centrale Virginia i samme område som Slaget ved Gaines' Mill under Syvdagesslaget i 1862. Der er nogen, som omtaler det som det Første slag ved Cold Harbor og slaget i 1864 som Andet slag ved Cold Harbor. Soldater blev urolige over at finde skeletdele fra det første slag, mens de gravede skyttegrave. Trods navnet var Cold Harbor ikke en havneby. Det var to landevejskryds, som var opkaldt efter et hotel i nærheden, (Cold Harbor Tavern, ejet af Isaac Burnett familien), som tilbød husly (harbor), men ikke varme måltider. Old Cold Harbor lå 3 km øst for Gaines' Mill, New Cold Harbor 1½ km mod sydøst. De lå omkring 16 km nordvest for Konføderationens hovedstad Richmond.

## Baggrund og involverede styrker
Grants Overland kampagne havde været i gang siden den 4. maj 1864. Slaget ved the Wilderness og slaget ved Spotsylvania Court House havde været blodige og var endt uafgjort. Slaget ved North Anna havde været en fælde, som Lee havde opstillet for Grant, men det lykkedes ham at undgå den. Efter hvert af disse store slag havde Grant manøvreret Army of the Potomac, (som formelt var ledet af generalmajor George G. Meade) rundt om Lees højre flanke og var fortsat mod sydøst. Da unionshæren krydsede Pamunkeyfloden, og Lee prøvede at finde ud af, hvad Grants position og hensigt var, indtraf der tre små slag: Slaget ved Haw's Shop, Slaget ved Totopotomoy Creek (Bethesda Church) og Slaget ved Old Church. (Nogle historikere medregner dem som en del af slaget ved Cold Harbor.) Efter slaget ved Old Church stod det klart for Lee, at unionskavaleriet var interesseret i vejkrydsene ved Old Cold Harbor, som gav adgang til et netværk af veje, som ville give nem adgang til Richmond og Lees bagland.
Lee blev gjort opmærksom på, at der var forstærkninger på vej til Grant fra Bermuda Hundred. De 16.000 mand i generalmajor William Farrar Smith's XVIII Korps blev trukket tilbage fra generalmajor Benjamin F. Butlers Army of the James på Grants anfordring, og de blev flyttet ned ad James River og op af York floden til Pamunkeyfloden. Hvis Smith rykkede direkte vestpå fra White House Landing til Old Cold Harbor, 5 km sydøst for Bethesda Church og Grants venstre flanke ville den forlængede unionslinie være for langt sydpå til, at den konfødererede hærs højre flanke kunne håndtere den.
Lee kunne også regne med forstærkninger. Præsident Jefferson Davis havde beordret general P.G.T. Beauregard til at sende generalmajor Robert F. Hokes division på over 7.000 mand fra nedenfor James River. Med disse nye tropper og ved at erstatte mange af de tab på 20.000, som han havde haft i kampagnen, lykkedes det Lees Army of Northern Virginia at nå op på 59.000 mand, som stod overfor Meades og Grants 108.000. Men den skævhed var dog ikke større, end den havde været tidligere, og Grants forstærkninger bestod ofte af nye rekrutter og soldater, som havde betjent de tunge kanoner i de faste artilleristillinger omkring Washington, D.C., som var forholdsvis uerfarne i infanteritaktik, mens de fleste af Lees mænd var veteraner fra stille fronter, og de ville snart stå i imponerende fæstningsværker.

## Slaget

### 31. maj
Kavaleristyrkerne, som havde kæmpet ved Old Church, stod fortsat overfor hinanden den 31. maj. Lee sendte en kavaleridivision under generalmajor Fitzhugh Lee af sted for at forstærke brigadegeneral Matthew Butler og sikre sig vejkrydsene ved Old Cold Harbor. Da Unionens brigadegeneral Alfred Thomas Torbert øgede presset på de konfødererede, beordrede Robert E. Lee generalmajor Richard H. Andersons Første Korps til at flytte mod højre fra Totopotomoy Creek og støtte kavaleriet. Den forreste brigade i Hokes division nåede også frem til vejkrydsene og tilsluttede sig Butler og Fitzhugh Lee. Klokken 16 drev Torbert og dele af brigadegeneral David McM. Greggs kavaleridivision de konfødererede væk fra vejkrydsene i Old Cold Harbor og begyndte at grave sig ned. Da flere af Hokes og Andersons mænd strømmede til, blev Unionens leder af kavaleriet generalmajor Philip Sheridan bekymret og beordrede Torbert til at trække sig tilbage i retning af Old Church.
Grant fastholdt sin interesse i Old Cold Harbor og beordrede VI Korps under generalmajor Horatio G. Wright til at rykke i den retning fra hans højre flanke ved Totopotomoy Creek, og han beordrede Sheridan at sikre vejkrydsene for enhver pris. Torbert vendte tilbage kl. 1 om natten og var lettet over at konstatere, at de konfødererede ikke havde opdaget hans tilbagetrækning.

### 1. juni
Robert E. Lees plan for den 1. juni bestod i at benytte sit netop samlede infanteri mod den lille kavaleristyrke ved Old Cold Harbor, men hans underordnede koordinerede det ikke rigtigt. Anderson integrerede ikke Hokes division i sin angrebsplan og efterlod ham med den opfattelse, at han ikke skulle angribe, før første korps' angreb var godt i gang, fordi Unionens forsvarere også var uorganiserede. Wrights VI Korps var ikke rykket ud før midnat og var på en 24 km march. Smiths XVIII Korps var fejlagtigt blevet sendt til New Castle Ferry ved Pamunkey floden, adskillige kilometer borte, og ankom ikke til Old Cold Harbor i tide til at hjælpe Torbert.
Anderson indledte sit angreb med brigaden, som tidligere var under kommando af veteranen brigadegeneral Joseph B. Kershaw, men som nu var under den knap så erfarne politiker fra South Carolina oberst Lawrence M. Keitt. Keitts mærmede sig det forskansede kavaleri under brigadegeneral Wesley Merritt. Bevæbnet med syv-skuds Spencer karabiner præsterede Merritts mænd en kraftig ild, som dødeligt sårede Keitt og ødelagde sammenhængen i hans brigade. Hoke fulgte, hvad han troede var sine ordrer, og deltog ikke i angrebet, som hurtigt blev stoppet af Anderson.
Omkring kl. 9 begyndte Wrights forreste elementer at ankomme ved vejkrydset og begyndte at forlænge og forbedre forskansningerne, som var påbegyndt af kavaleristerne. Selv om Grant havde tænkt sig, at Wright skulle angribe, så snart han ankom, var hans mænd udmattede efter deres lange march, og de var usikre om fjendens styrke. Wright besluttede at afvente Smiths ankomst, hvilket skete om eftermiddagen, og XVIII Korps begyndte at forskanse sig til højre for VI Korps. Unionskavaleriet trak sig tilbage mod øst.
Klokken 18.30 begyndte de angreb, som Grant havde beordret til om morgenen. Både Wrights og Smiths korps rykkede fremad. Wrights mænd gjorde ikke store fremskridt syd for vejen til Mechanicsville, som forbandt New og Old Cold Harbor, og faldt tilbage under kraftig beskydning. Nord for vejen mødte brigadegeneral Emory Uptons brigade fra brigadegeneral David Allen Russells division også kraftig beskydning fra brigadegeneral Thomas L. Clingmans brigade, "et tæppe af ild, pludseligy som lyn, rødt som blod og så nær, at det føltes, som om det sved mændenes ansigter"
Selv om Upton prøvede at presse sine mænd fremad, faldt hans brigade tilbage til dens udgangspunkt.
Til højre for Upton fandt brigaden under oberst William S. Truex et hul i den konfødererede linje mellem Clingman og brigadegeneral William T. Woffords brigader gennem en sumpet og kratfyldt slugt. Da Truexs mænd angreb gennem hullet, lod Clingman to regimenter dreje rundt for at møde dem, og Anderson sendte brigadegeneral Eppa Huntons brigade fra sin korpsreserve ind i kampen. Truex blev omringet på tre sider og var tvunget til at trække sig tilbage, selv om hans mænd bragte hundreder af georgiske fanger med sig.
Ved nattens frembrud døde kampen ud. Unionens angreb havde kostet et tab på 2.200 uden nævneværdig gevinst, bortset fra 750 fanger. Adskillige generaler, heriblandt Upton og Meade, var rasende på Grant for at beordre et angreb uden ordentlig forudgående rekognoscering.

### 2. juni
Selv om angrebene den 1. juni havde været uden succes, troede Meade at et angreb tidligt på den 2. juni kunne lykkes, hvis han kunne samle tilstrækkeligt store styrker mod et passende punkt. Han og Grant besluttede at angribe Lees højre flanke. Andersons mænd havde været i kraftig kamp der den 1. juni, og det forekom usandsynligt at de havde haft tid til at bygge større forsvarsværker. Og hvis storangrebet lykkedes, kunne Lees højrefløj drives tilbage i Chickahominy floden. Meade beordrede generalmajor Winfield S. Hancock's II Korps
til at rykke sydvestpå fra Totopotomoy Creek og indtage en stilling til venstre for venstre del af Wrights VI Korps. Når Hancock var i position, ville Meade angribe på sin venstre fløj fra Old Cold Harbor med tre unionskorps på linje med i alt 31.000 mand: Hancocks II Korps, Wrights VI Korps og Smiths XVIII Korps. Da han var overbevist om, at Lee flyttede tropper fra sin venstre fløj for at befæste sin højre, beordrede Meade Warren og Burnside til at angribe Lees venstre fløj om morgenen – "for enhver pris".
Hancocks mænd marcherede næsten hele natten og ankom for udmattede til at kunne gennemføre et øjeblikkeligt angreb. Grant gik med til at lade mændede hvile og udsatte angrebet til kl. 17 og udsatte det så igen til kl. 4.30 den 3. juni. Men Grant og Meade gav ikke specifikke ordrer om angrebet og lod det være op til de enkelte korpskommandører at beslutte, hvor de ville angribe de konfødererede, og hvordan de skulle koordinere med hinanden. Der var heller ingen højtstående kommandør, som havde rekognosceret fjendens position. Smith skrev, at han var "forfærdet over at modtage en sådan ordre, som dokumenterede, at der ikke fandtes en overordnet plan". Han sagde til sin stab, at hele angrebet var "simpelthen en ordre om at slagte mine bedste tropper."
Robert E. Lee tog fordelen af Unionens forsinkelser og styrkede sine forsvarsværker. Da Hancock forlod Totopotomoy Creek, kunne Lee flytte generalmajor John C. Breckinridges division ud på sin yderste højrefløj, hvor han igen kunne stå overfor Hancock. Breckinridge drev en lille unionsstyrke væk fra Turkey Hill, som dominerede den sydlige del af slagmarken. Lee flyttede også tropper fra generalløjtnant A.P. Hill's korps, divisionerne under brigadegeneralerne William Mahone og Cadmus M. Wilcox over for at støtte Breckinridge og placerede kavaleri under Fitzhugh Lee for at sikre hærens højre flanke. Resultatet blev en kurvet linje på lave bakkekamme, 11 km lang, med venstre flanke forankret ved Totopotomoy Creek og højre flanke ved Chickahominyfloden, så stillingen ikke kunne udflankes.
Lees ingeniører brugte deres tid effektivt og byggede den "mest udspekulerede forsvarsstilling, som endnu er set i krigen". Der blev bygget barrikader af jord og bjælker. Artilleri blev placeret, så der var konvergerende skudbaner på enhver fremrykningsvej, og der blev drevet pæle ned i jorden for at forbedre kanonerernes afstandsbedømmelser. En aviskorrespondent skrev, at forsvarsværkerne var "komplicerede zig-zag linjer indenfor linjer, linjer for beskyttede flanker, linjer bygget for at beskyde den modsatte linje i siden, ... (Det var) en labyrint i en labyrint af forsvarsværker inden i forsvarsværker". Kraftige forpostlinjer forhindrede Unionen i at finde ud af styrken eller den præcise placering af de konfødererede skyttegrave.
Selv om de ikke kendte detaljerne i deres mål, lod det ikke til, at unionssoldaterne, som havde overlevet de frontale angreb ved Spotsylvania Court House, var i tvivl om, hvad de ville stå over for om morgenen. Mange skrev deres navne på papirer, som de hæftede på indersiden af deres uniform, så deres lig kunne identificeres. En blodbestænket dagbog fra en unionssoldat, som blev fundet efter slaget, indeholdt en afsluttende bemærkning: "3. juni, 1864. Cold Harbor. Jeg blev dræbt."
I den nordlige ende af slagmarken hægtede Unionens generalmajor Gouverneur K. Warren's V Korps sig til generalmajor Ambrose Burnside's IX Korps nær Bethesda Church. Den konfødererede generalløjtnant Jubal A. Early's korps på Lees venstre flanke pressede sig frem og tog adskillige af Warrens forposter. Lette kampe forekom natten igennem uden at have den store effekt på det kommende slag. På et tidspunkt blev Burnside rådet til at angribe Earlys ubeskyttede flanke på Grove Road, men han afslog.

### 3. juni
Klokken 4.30 om morgenen den 3. juni begyndte de tre unionskorps at rykke frem gennem tyk tåge. Kraftig ild fra den konfødererede linjer afstedkom hurtigt store tab, og de overlevende blev holdt nede. Selv om resultaterne varierede på de forskellige dele af linjen,, var den generelle afvisning af Unionens fremstød det mest entydige nederlag siden angrebet på Marye's Heights i Slaget ved Fredericksburg i 1862.
Den mest effektive indsats kom på Unionens venstre flanke, hvor Hancocks korps kunne gennembryde en del af Breckinridges front og drive forsvarerne ud af deres stillinger i mand-til-mand kampe. Adskillige hundrede fanger og fire kanoner blev taget. Imidlertid blev artilleri bragt til fra omegnen, og deres beskydning af skyttegravene gjorde dem til en dødsfælde for unionstropperne. Breckinridges reserver gennemførte et modangreb mod disse mænd fra brigadegeneral Francis C. Barlows division og drev dem tilbage. Hancock anden fremskudte division under brigadegeneral John Gibbon kom i uorden i det sumpede område og kunne ikke trænge frem gennem en kraftig ild fra de konfødererede, og to af brigadekommandørerne(obersterne Peter A. Porter og H. Boyd McKeen) blev dræbt. En af Gibbons mænd, som klagede over manglen på rekognoscering skrev: "Vi følte at det var mord, ikke krig, eller i bedste fald at der var begået en alvorlig fejl."
I centrum blev Wrights korps holdt nede af den kraftige ild og gjorde ikke meget for at komme længere frem, mens de stadig var krænkede over det kostbare angreb den 1. juni. Den normalt aggressive Emery Upton følte, at yderligere bevægelse af hans division ikke var praktisk gennemførlig. De konfødererede forsvarere i denne del af linjen var ikke klar over, at et alvorligt angreb var blevet igangsat mod deres stilling.
På Unionens højre fløj rykkede Smiths mænd frem gennem ufordelagtigt terræn og blev ledt ind gennem to slugter. Da de kom frem foran den konfødererede linje blev de mejet ned af artilleri og riffelild. En unionsofficer skrev: "Mændene bøjede sig fremover, da de skubbede sig fremad, som om de prøvede at modstå en storm, og rækkerne af mænd faldt som rækker af stenblokke, der væltede som dominobrikker". En konfødereret beskrev blodbadet forårsaget af artilleri ladet med dobbelt ladning som "dødeligt, blodigt arbejde"." Artilleriilden mod Smiths korps var kraftigere, end man kunne have ventet, fordi Warrens V korps på hans højre side var tøvende overfor at rykke frem, og de konfødererede kanonerer i Warrens sektor koncentrerede sig i stedet om Smiths mænd.
Den eneste aktivitet på den nordlige ende af slagmarken var fra Burnsides IX Korps, som stod overfor Jubal Early. Han iværksatte et kraftigt angreb, som overløb de konfødererede forposter, men han troede fejlagtigt at han havde gennembrudt den første linje af stillinger og stoppede sit korps for at omgruppere, inden han fortsatte, hvilket han planlagde at gøre om eftermiddagen.
Klokken 7 rådede Grant Meade til håndfast at udnytte enhver succesfuld del af angrebet. Meade beordrede hver af sine tre korpskommandører til at angribe straks uden hensyntagen til deres omkringliggende korps' bevægelser. Men alle havde fået nok. Hancock frarådede angrebet. Smith kaldte en gentagelse af angrebet for et "formålsløst spild af liv" og nægtede at rykke frem igen. Wrights mænd øgede deres riffelild, men forblev hvor de var. Klokken 12.30 accepterede Grant, at hans hær havde fået nok. Han skrev til Meade: "Da holdningen blandt korpskommandørerne ikke er optimistisk med hensyn til en succes, hvis der beordres til et angreb, kan De give ordre til afbrydelse af yderligere fremrykning indtil videre." Unionssoldater, som fortsat blev holdt nede af ild fra de konfødererede linjer, begyndte at grave og anvendte somme tider deres døde kammeraters lig som en del af deres improviserede jordarbejder.
Den næste dag pralede Meade ganske uforklarligt overfor sin kone med, at han havde haft kommandoen over angrebet. Trods ordrer fra Grant om, at korpskommandørerne skulle undersøge terrænet, havde deres rekognoscering været slap, og Meade havde ikke overvåget dem tilstrækkeligt hverken før eller under angrebet. Han kunne motivere omkring 20.000 af sine tropper til at angribe – II Korps og dele af XVIII og IX – og opnåede således ikke den masse, som han vidste, at der skulle til for at opnå succes. Han mænd betalte dyrt for det dårligt koordinerede angreb. Estimater over tabene den morgen ligger på mellem 3.000 og 7.000 på Unionens side og ikke over 1.500 på de konfødereredes.

### 4. juni – 12. juni
Grant og Meade igangsatte ikke flere angreb på de konfødereredes forsvarspositioner ved Cold Harbor. Selv om Grant telegraferede til Washington, at han ikke havde "opnået nogen afgørende fordel", og at hans "tab ikke var alvorlige", sagde han senere, at han i resten af sit liv fortrød beslutningen om at angribe. De to hære stod overfor hinanden i endnu ni dage med skyttegravskrig, nogle steder blot meter fra hinanden. Snigskytter var hele tiden i arbejde og dræbte mange. Unionens artilleri bombarderede de konfødererede med et batteri med otte Coehorn morterer. De konfødererede svarede igen ved at forkorte rækkevidden på en 24 punds haubitsere og lobbede granater over Unionens stillinger. Selv om der ikke var flere store angreb, blev de samlede tabstal for slaget dobbelt så store som dem fra angrebet den 3. juni alene.
Skyttegravene var meget varme, støvede og miserable, men betingelserne var værre mellem linjerne, hvor tusinder af sårede unionssoldater led forfærdeligt uden føde, vand eller lægehjælp. Grant var tøvende over at bede om en formel våbenhvile, som kunne give ham mulighed for at bjærge sine sårede, fordi det ville være et signal om, at han havde tabt slaget. Han og Lee udvekslede noter mellem den 5. og 7. juni uden at komme til et resultat, og da Grant formelt bad om en to timers indstilling af fjendtlighederne, var det for sent for de fleste af de uheldige sårede, som nu var forblødte lig. Grant fik megen kritik i Nordstaternes aviser for denne fejlvurdering.
Den 4. juni rykkede Grant sine linjer tættere sammen ved at rykke Burnsides korps bag ved Matadequin Creek som reserve og ved at flytte Warren mod venstre og knytte an til Smith, hvilket forkortede hans linjer med omkring 5 km. Den 6. juni testede Early Burnsides nye position, men kunne ikke trænge frem gennem sumpene.
Grant erkendte, at han igen var i et dødvande i kampagnen, og at yderligere angreb ikke var svaret. Han planlagde tre aktioner for at komme fremad. For det første i Shenandoah dalen, hvor generalmajor David Hunter gjorde fremskridt mod de konfødererede styrker, og Grant håbede på, at ved at afbryde Lees forsyninger kunne denne blive tvunget til at sende forstærkninger til Shenandoah dalen. For det andet sendte han den 7. juni sit kavaleri under Sheridan (divisionerne under brigadegeneralerne David McM. Gregg og Wesley Merritt) af sted for at ødelægge Virginia Central Railroad nær Charlottesville. For det tredje planlagde han en skjult operation, hvor han trak sig tilbage fra fronten ved Lee og overskred James River. Lee reagerede på de to første handlinger, som Grant havde håbet. Han trak Breckinridges division væk fra Cold Harbor og sendte den mod Lynchburg for at afparere Hunter. (Den 12. juni fulgte han dette op ved at tildele Jubal Early kommandoen over Andet Korps og sendte også dem til Shenandoah). Selv om han havde forudset, at Grant kunne finde på at overskride James floden, blev Lee alligevel overrasket, da det skete. Den 12. juni trak Army of the Potomac sig endelig tilbage og marcherede mod sydøst for at overskride floden James og true Petersburg, et afgørende jernbaneknudepunkt syd for Richmond.

## Efterspil
Slaget ved Cold Harbor var den sidste sejr, som Lees hær vandt i krigen (en del af hans hær vandt Slaget ved krateret i juli under belejringen af Petersburg, men det var ikke et egentligt slag mellem hærene), og den mest klare sejr, når man ser på tabstallene. Unionshæren mistede 10.000 til 13.000 mænd i løbet af tolv dage. Slaget bragte de samlede tab for Unionen siden kampagnens begyndelse i maj op på over 52.000 sammenlignet med 33.000 til Lee. Selv om omkostningerne var horrible, endte Grants hær kampagnen med relativt færre tab end Lees.
Estimaterne varierer med hensyn til tabene ved Cold Harbor. Den følgende tabel opsummerer estimater fra en række kendte kilder:
| Kilde                             | Unionen | Unionen | Unionen         | Unionen         | Konføderationen | Konføderationen | Konføderationen | Konføderationen |
| Kilde                             | Dræbte  | Sårede  | Fangne/ Savnede | Total           | Dræbte          | Sårede          | Fangne/ Savnede | Total           |
| --------------------------------- | ------- | ------- | --------------- | --------------- | --------------- | --------------- | --------------- | --------------- |
| National Park Service             |         |         |                 | 13.000          |                 |                 |                 | 2.500           |
| Bonekemper, Victor, Not a Butcher | 1.844   | 9.077   | 1.816           | 12.737          | 83              | 3.380           | 1.132           | 4.595           |
| Eicher, Longest Night             |         |         |                 | 12.000          |                 |                 |                 | "få tusinde"    |
| Fox, Regimental Losses            | 1.844   | 9.077   | 1.816           | 12.737          |                 |                 |                 |                 |
| Rhea, Cold Harbor                 |         |         |                 | 6.000 (3. juni) |                 |                 |                 | 1.500           |
| Smith, Grant                      | 1.769   | 6.752   | 1.537           | 10.058          |                 |                 |                 |                 |

Nogle forfattere (Catton, Esposito, Foote, McPherson, Smith) vurderer tabene ved det store angreb den 3. juni, og alle er enige om i alt ca. 7.000 i tab til Unionen og 1.500 til Konføderationen. Gordon Rhea, som anses som den mest fremragende, moderne historiker vedrørende Grants Overland kampagne, har undersøgt tabslister i detaljer og har fremsat et afvigende synspunkt i sin bog fra 2002: Cold Harbor. Ved morgenangrebet den 3. juni kan han kun gøre rede for 3.500 til 4.000 døde, sårede og savnede, og anslår, at Unionen hele den dag mistede omkring 6.000 sammenlignet med Lees 1.000 til 1.500.
Selv om det stadig er et stort tab, er det langt mindre end Lees daglige tab i Slaget ved Antietam, Slaget ved Chancellorsville og Picketts angreb, og er sammenligneligt med Slaget ved Malvern Hill.
Slaget afstedkom en stigning i anti-krigsbevægelsen i Nordstaterne. Grant blev kendt som den "fumlende slagter" på grund af sine dårlige beslutninger. Det sænkede også moralen i hans resterende tropper. Men kampagnen havde opfyldt sit formål for Grant – så tåbeligt hans angreb ved Cold Harbor end måtte være – Lee var fanget. Han nåede frem til Petersburg inden Grant med en hårsbredde, men han tilbragte resten af krigen, bortset fra den sidste uge, med at forsvare Richmond bag en befæstet skyttegravslinje. Selv om folk fra sydstaterne erkendte, at deres situation var desperat, håbede de på, at Lees stædige og blodige modstand ville få politiske følger ved at få Abraham Lincoln til at tabe præsidentvalget til en mere fredsvenlig kandidat. Men da Atlanta-kampagnen sluttede med erobringen af Atlanta i september, brast disse håb, og afslutningen på Konføderationen var kun et spørgsmål om tid.

### Cold Harbor Tavern
Under slaget blev Burnetts tavern brugt som unionshospital. Unionssoldater fjernede alt af værdi, bortset fra en krystalskål, som blev reddet af Mrs. Burnett.

## Bevaringsindsats
I 2008 satte Civil War Preservation Trust (CWPT) slagmarken ved Cold Harbor på sin liste over de ti mest truede slagmarker. Presset for at lave nye udstykninger i Richmond-området er så stort, at kun omkring 120 ha af det, som engang var en mindst 3000 ha stor slagmark, i dag er bevaret.

## Eksterne links
- National Park Service slagmarks side
- West Point Atlas kort over Overland kampagnen Arkiveret 11. oktober 2006 hos  Wayback Machine
- Animeret historie om Overland kampagnen, herunder slaget ved Cold Harbor Arkiveret 30. april 2008 hos  Wayback Machine
- 48th New York Infantry beretning om slaget
- Col. Truex's beretning om slaget Arkiveret 11. februar 2011 hos  Wayback Machine
- History Under Siege: Most Endangered Battlefields 2008 – Cold Harbor Arkiveret 10. oktober 2008 hos  Wayback Machine